# Gemeenschappelijk Grondbezit
Gemeenschappelijk Grondbezit (GGB) was een Nederlandse vereniging die streefde naar een situatie waar de grond het gemeenschappelijk bezit van de gehele samenleving zou zijn, waardoor iedereen de mogelijkheid kreeg om coöperaties te beginnen. Om dit te verwezenlijken moest de GGB land aankopen, waarop productie- en verbruikscoöperaties van arbeiders werden gesticht. De contributie van de leden en een percentage van de winst van de coöperaties werden in de GGB-fonds gestort, waarmee de vereniging meer grond kon kopen, zodat meer leden de kans kregen om een coöperatie op te richten.

## Geschiedenis
De oprichting van de GGB werd in het voorjaar van 1901 aangekondigd in een circulaire die ondertekend was door twintig personen. Bekende ondertekenaars waren Frederik van Eeden, Jan Stoffel, Daniël de Clercq en de schrijver Nescio. In september 1901 werd de oprichtingsvergadering in de kolonie Walden gehouden. De GGB bestond in het begin voornamelijk uit anarchisten, socialisten en leden van de Bond voor Landnationalisatie, terwijl later ook ideologieloze arbeiders meededen. Eind 1902 had de GGB ongeveer 500 leden en waren een tiental productiecoöperaties en drie verbruikscoöperaties aangesloten. De productieve associaties bestonden uit een aantal landbouwbedrijven, één timmerfabriek, één smederij, de bakkerij van Walden en de drukkerij Vrede in Blaricum van de Internationale Broederschap. Sinds 1902 werd bij de drukkerij het GGB-maandblad De Pionier gedrukt, waarvan Felix Ortt de hoofdredacteur was. In 1903 werd van Eeden de hoofdredacteur en werd De Pionier een weekblad.
In 1903 had de GGB een ledental van 844 personen en waren er 30 associaties aangesloten. Nieuwe productieassociaties waren bijvoorbeeld de Drukkerij Voorwaarts in Amsterdam en bedrijfjes van behangers, metselaars, schilders, smeden, glazenwassers en kleermakers die gevestigd waren op de grond van de GGB. Toen ten gevolge van de spoorwegstaking van 1903 een groot aantal arbeiders ontslagen werd in Amsterdam, probeerde de GGB hen te helpen door de oprichting van de verbruikscoöperatie De Eendracht. Tientallen ontslagen arbeiders gingen de deuren langs om waardebonnen te verkopen, die men bij het magazijn van De Eendracht in kon ruilen voor artikelen die (meestal) geproduceerd waren door de productieve associaties van de GGB. Dit systeem werd een groot succes met 80 000 deelnemers, 200 betaalde werknemers en een omzet van een half miljoen gulden per jaar. In 1907 ging De Eendracht failliet door slecht management door van Eeden, die te veel mensen had aangenomen en te weinig ondernam om diefstal te voorkomen. Hoewel het wettelijk niet verplicht was, betaalde Frederik van Eeden met zijn eigen vermogen alle mensen terug die nog ongebruikte waardebonnen bezaten. Ook betaalde hij de overblijvende schulden geleidelijk af. Hierdoor kwam hij in geldproblemen en werd hij gedwongen om grote delen van Walden te verkopen. Hij trok zich na het faillissement van De Eendracht terug uit de GGB.
Na 1904 zette de daling in bij het aantal aangesloten associaties. In 1904 waren een aantal associaties uit de GGB gestapt – zoals de drukkerij Vrede. Ook gingen veel aangesloten organisaties failliet, zoals in 1907 de kolonie Tames in de gemeente Huizen van de schrijver Nescio. De meeste associaties waren kleine bedrijven met niet meer dan tien personen. Met uitzondering van de Groningse sigarenmakerij De Pionier, waarbij meer dan vijftig man werkten. Toen de meeste agrarische coöperaties failliet waren gegaan, werd de GGB in 1908 een federatie van productieve associaties. Onder invloed van Johan Methöfer richtte de GGB zich meer op productieve associatie en minder op gemeenschappelijk grondbezit. In 1910 waren er nog ongeveer 200 leden en elf associaties over. In 1910 waren de meeste agrarische associaties van de GGB opgeheven. Het blad De Pionier stopte in 1912 en werd vervangen door het blad Vrije Arbeid van de Amsterdamse GGB-afdeling. 
In 1918 had de GGB nog 157 leden. En in 1921 waren er nog 20 kleine associaties. In 1921 werd de kolonie De Ploeg in Best lid van de GGB met een tuindersbedrijf op 140 hectare grond. In 1923 begon deze kolonie de succesvolle weverij de Ploeg. In 1931 waren er nog slechts zes associaties over, waarbij de kolonie De Ploeg het meest succesvolle was. De GGB overleefde de Tweede Wereldoorlog. In 1958 werd de organisatie opgeheven en werd het kapitaal ondergebracht in de Methöferstichting.